# Joachim Friedrich Ernst von der Lühe
Joachim Friedrich Ernst von der Lühe (* 1747; † 16. Dezember 1809 in Berlin) war ein deutscher Jurist, Hauptmann und Erzieher in der Zeit der Aufklärung.

## Leben
Von der Lühe stammte aus der württembergischen Region. Ab 1779 war er sachsen-gothaischer Kammerherr im Rang eines Majors und wurde Hofmeister und Erzieher des Erbprinzen August in Gotha. Er verheiratete sich mit Caroline Freiin von Brandenstein (1754–1813). Mit dem Namen a Globo alato war er Angehöriger der Strikten Observanz und ebenso als ein deputierter Meister der Gothaer Loge Zum Rautenkranz (Zum Kompaß) Freimaurer. Er wurde Mitglied der Illuminaten unter dem Ordensnamen Cato Uticensis im Regenten Grad bzw. Docet, welches der höchste erreichbare Grad im zwölfstufigen System der Illuminaten gewesen ist. Als enger Mitarbeiter und Vertrauter des Aufklärers Johann Joachim Christoph Bode war er bei der Sicherung des freimaurerisch-illuminatischen Nachlasses (Nachlassverwalter war der weimaraner Geheimrat Christian Gottlieb von Voigt) von Bode, dessen Vermächtnis auch „Schwedenkiste“ genannt wird, 1793 beteiligt. Aus Angst der Weimarer Regierung vor der Reaktion ging dieses Archiv schließlich unter seiner Mitwirkung für 1500 Taler in den Besitz von Herzog Ernst II. von Sachsen-Gotha-Altenburg über. Von der Lühes Briefe an Bode befinden sich im fünften Band der sogenannten „Schwedenkiste“.
Wohl auf Empfehlung durch den mecklenburgischen Minister August Georg von Brandenstein wurde von der Lühe 1793 in Stavenhagen als Oberamtmann eingesetzt.